# Diemeringen
Diemeringen ist eine französische Gemeinde im Département Bas-Rhin in der Europäischen Gebietskörperschaft Elsass und in der Region Grand Est. Sie gehört zum Arrondissement Saverne und zum Kanton Ingwiller. Diemeringen hat 1592 Einwohner (Stand 1. Januar 2021) auf 8,81 km².
Diemeringen liegt im Gebiet der in Frankreich so genannten Nordvogesen und ist Teil des Biosphärenreservats Pfälzerwald-Vosges du Nord.

## Geschichte
Die Herrschaft Diemeringen ging von der Grafschaft Zweibrücken zu Lehen. Hugo von Vinstingen erhielt 1275 Burg und Herrschaft Diemeringen anlässlich seiner Heirat mit Katharina, der Tochter des Grafen Heinrich II. von Zweibrücken. 1421 verpfändete Heinrich von Vinstingen die Hälfte der Herrschaft (Burg, Vorburg und Stadt Diemeringen, Dehlingen, Butten, Völlerdingen und Weyer (bei Rahlingen)) für 4000 Gulden an Graf Philipp I. von Nassau-Saarbrücken (um 1368–1429).
Durch Erbgang wurde die Herrschaft am Ende des 15. Jahrhunderts zwischen der Rheingrafschaft (als Grafen von Salm) und der Grafschaft Moers-Saarwerden geteilt. Um 1560 wurde durch Rheingraf Philipp Franz von Dhaun und Salm-Neuviller (1518–1561) und seinen Sohn Friedrich I. von Dhaun und Salm-Neuviller (1547–1608) die Reformation eingeführt.
Während der Kriege des 17. Jahrhunderts wurde die Region stark verwüstet.

### Hexenprozesse in der frühen Neuzeit
Zwischen 1671 und 1673 wurden in der Herrschaft Diemeringen nach den Aufzeichnungen des Pfarrers Johann Andreas Keifflin (1638–1709) im Kirchenbuch mindestens zwölf Frauen und fünf Männer wegen Hexerei hingerichtet, eine beschuldigte Frau starb im Gefängnis.

### Neuzeit
Im achtzehnten Jahrhundert war die Herrschaft zwischen dem Fürstentum Salm-Salm, den Wild- und Rheingrafen zu Dhaun-Grumbach, zu Dhaun-Kyrburg und vom Stein geteilt.
1793 wurde Diemeringen, das bis dahin eine Exklave des Heiligen Römischen Reiches gebildet hatte, Teil der Französischen Republik. Von 1871 bis zum Ende des Ersten Weltkrieges gehörte es als Teil des Reichslandes Elsaß-Lothringen zum Deutschen Reich und war dem Kreis Zabern im Bezirk Unterelsaß zugeordnet.

### Die jüdische Gemeinde
Seit wann jüdische Familien in Diemeringen siedelten, ist nicht genau bekannt, man vermutet seit dem 17. Jahrhundert. Vor der Französischen Revolution wohnten 14 Familien mit 70 Personen hier und bezahlten eine Steuer von 206 Rheinischen Gulden an die Herrschaft Diemeringen. Sie wohnten in der Rue des Juifs (Judenstraße), heute die Rue des Vins, noch heute existiert ein Haus aus dem Jahre 1743 mit zwei Stockwerken, welches den relativen Reichtum der Juden bezeugt. Bis 1870 wuchs die jüdische Bevölkerung auf 139 Personen an. Ab dem Ende des 19. Jahrhunderts zogen viele Juden in die Städte, am Endes 20. Jahrhunderts lebten nur noch zwei jüdische Familien in Diemeringen, die jüdische Gemeinde umfasst allerdings 35 Familien, die in er Umgebung leben. Eine Synagoge von 1867, eine jüdische Schule mit Mikwe von 1862 und der jüdische Friedhof sind Zeugen der jüdischen Vergangenheit. 1906 brannten die Synagoge und die benachbarte Schule ab, sie wurden danach von der Gemeinde wieder aufgebaut. Die Synagoge und die Schule wurden während der deutschen Besatzung teilweise zerstört, nach dem Krieg aber wieder aufgebaut. 1940 wurden die jüdischen Einwohner unter der deutschen Besatzung nach Südfrankreich vertrieben. Später wurden nach Yad Vashem nachweislich fünfzehn ehemalige Bewohner Opfer im Holocaust.
| 1807 | 1846 | 1861 | 1895 | 1936 | 1946 | 1953 |
| ---- | ---- | ---- | ---- | ---- | ---- | ---- |
| 45   | 103  | 126  | 133  | 88   | 60   | 58   |

### Verkehr
Diemeringen liegt an der 1895 errichteten Bahnstrecke Mommenheim–Sarreguemines. Hier zweigte die zwischen 1913 und 1936 fertiggestellte Bahnstrecke Réding–Diemeringen ab, die jedoch ab 1960 sukzessive aufgegeben wurde. Die restlichen 1,5 km im nördlichen Teil bis Diemeringen wurden zum 1. Januar 1990 stillgelegt und 1994 entwidmet.

### Bevölkerungsentwicklung
| Jahr      | 1910  | 1962 | 1968 | 1975 | 1982 | 1990 | 1999 | 2006 | 2012 | 2017 |
| --------- | ----- | ---- | ---- | ---- | ---- | ---- | ---- | ---- | ---- | ---- |
| Einwohner | 1.039 | 1133 | 1216 | 1294 | 1407 | 1542 | 1654 | 1671 | 1642 | 1600 |

## Wappen
Wappenbeschreibung: In Silber ein eingebogener roter Sparren mit drei goldenen Muscheln darin und nach der Figur belegt.

## Sehenswürdigkeiten
- Synagoge Diemeringen, erbaut 1867/68 (Monument historique)
- Ehemaliges Jüdisches Schulhaus Diemeringen mit Mikwe (Monument historique)
- Jüdischer Friedhof Diemeringen, angelegt am Ende des 18. Jahrhunderts

|  |  |

## Persönlichkeiten
- Otto von Diemeringen († 1398), Domherr zu Metz im 14. Jahrhundert